# Hazel Nali
Hazel Nali (4 april 1998) is een voetbalspeelster uit Zambia. Ze speelt als keeper in het Zambiaans voetbalelftal.
In november 2020 tekende ze een eenjarig contract bij de Israëlische club Hapoel Be'er Sheva.

## Interlands
Nali speelde in 2014 voor Zambia O17, en in 2018 maakte ze haar debuut voor het Zambiaans voetbalelftal.
In juli 2021 speelde Nali met het Zambiaans voetbalelftal op de Olympische Spelen van Tokio.